# Ara Lipeh
Ara Lipeh is een bestuurslaag in het regentschap Bireuen van de provincie Atjeh, Indonesië. Ara Lipeh telt 285 inwoners (volkstelling 2010).